# Zgodovina Formule 1
Korenine Formule 1 segajo v evropske dirke za Veliko nagrado, ki so se začele že v dvajsetih in tridesetih letih 20. stoletja. Ampak prava zgodovina Formule 1 se je začela leta 1946 s standardizacijo pravil s strani Fédération Internationale de l'Automobile (FIA).Tekmovanje za naslov svetovnega prvaka pa je sledilo v sezoni 1950. Zgodovina Formule 1 je tesno povezana z zgodovino sprememb tehničnih pravil v Formuli 1; (glej pravila Formule 1 za povzetek sprememb tehničnih pravil). Čeprav je bil naslov svetovnega prvaka vedno v ospredju tekmovanja, so se mnogo let prirejale tudi dirke, ki niso štele za naslov. Zaradi povečevanja stroškov tekmovanja, se je zadnja taka dirka, Race of Champions, odvijala v sezoni 1983. Nacionalna prvenstva so se prirejala v Južnoafriški republiki, Južnoafriška Formula 1, in Združenem kraljestvu, Britanska Formula 1, v šestdesetih in sedemdesetih letih.

## Zgodnja leta
Formula 1 je bila prvič definirana leta 1946 s strani Commission Sportive Internationale (CSI), ki je del FIE, predhodnice FISE, kot prva enosedežna dirkaška kategorija v svetu motošporta. Najprej je bila znana kot Formula A, vendar je bilo ime Formula 1 zelo razširjeno in tudi postalo uradno leta 1950.
Na začetku je bila Formula večinoma definirana s prostornino motorja, na začetku 4,5 litra za navadne ali 1.5 litra za predvojne turbo motorje. Prva dirka po naznanitvi nove Formule 1 je bila v sezoni 1947 Velika nagrada Valentina 1. septembra v Turninu. Zmagal je Achille Varzi z Alfo Romeo 158 Alfetta, čeprav dirkalniki niso bili nič drugačni kot tisti, s katerimi so dirkali prej v sezoni. Prvenstva dirkačev in konstruktorjev niso uvedli istočasno. V zgodnjih letih je bilo približno 20 dirk od pozne pomladi do zgodnje jeseni v Evropi, čeprav niso imele vse dirke enako težo. Najboljši so bili italijanski dirkalniki, še posebej Alfa Romeo. Predvojni junaki, kot so bili Varzi, Jean-Pierre Wimille in Tazio Nuvolari so zaključevali kariere, medtem ko so se bili dirkači, kot sta Alberto Ascari in Juan Manuel Fangio, prebijali v ospredje.

## Svetovno prvenstvo
Glej sezono 1950, sezono 1951, sezono 1952, sezono 1953, sezono 1954, sezono 1955, sezono 1956 in sezono 1957.
Leta 1950 je Fédération Internationale de l'Automobile (FIA) kot odgovor na leta 1948 uvedeno svetovno motociklistično prvenstvo, organizirala prvo uradno svetovno prvenstvo v Formuli 1 za dirkaški naslov s pravili Formule 1. Organizacija prvenstva, ki je vsebovalo šest pomembnih Velikih nagrad v Evropi in Indianapolis 500, je bila le formalizacija dogajanja na dirkah za Veliko nagrado v prejšnjih letih. Italijanska moštva Alfa Romeo, Ferrari in Maserati so bila v najboljšem položaju, da dominirajo prva leta prvenstva. Tekmovala so tudi nekateri nacionalni proizvajalci kot francoski Talbot ali britanski BRM, vendar manj uspešno. Tekmovalo pa so tudi številne privatne ekipe na lokalnih dirkah.
Alfa Romeo je bila dominantna v sezoni 1950, saj so zmagali na vseh dirkah v prvenstvu s predvojno Alfetto 158. Edina izjema je bil Indianapolis 500, ki je štel za prvenstvo, čeprav ni potekal po pravilih Formule 1 in z redko udeležbo evropskih moštev. Ta dirka ni bila nikoli pomembna za Formule 1 in je bila tudi izključena iz prvenstva po letu 1960. Nino Farina je osvojil premierni naslov, leta 1951 pa je postal prvak Juan Manuel Fangio z Alfo-Romeo 159, evolucijsko različico Alfe-Romeo 158. Motorji Alfetta so bili za svojo prostornino izjemno zmogljivi: Leta 1951 je motor 159 proizvajal okoli 420 BKM, a za ceno porabe goriva, ki je bila med 125 in 175 litri za 100 km. Enzo Ferrari, ki je dirkal z Alfettassimi pred vojno, je prvi uvidel da je 1,5 litrskim turbo motorjem odzvonilo: Kakršno koli povečanje moči, bi pomenilo težji tovor goriva ali izgubo časa v boksih zaradi dolivanja goriva. Za zadnje dirke v sezoni 1950 je Ferrari poslal svoj 1.5 litrski 125s turbo motor v muzej, in uporabil nov V12 4.5 litrski navadni 375s motor. S porabo okoli 35 litrov na 100 km, je 375s pomenil dobro konkurenco Alfettom proti koncu sezone 1951. Alfa Romeo se je odločila umakniti po zahtevi italijanske vlade po dragem oblikovanju novega avtomobila. Presenetljivo je Alfa Romeo nato sodelovala z zelo majhnim proračunom, zato je bila primorana uporabljati predvsem predvojne materiale in tehnologijo za dve sezoni. Na primer moštvo je osvojilo dva naslova z uporabo le devetih pred vojno zgrajenih motorjev.
Brez Alfe Romeo je postal Ferrari nepremagljiv. To je postavilo FIO v slab položaj, saj je že napovedala, da bodo takratna pravila veljala do leta 1954 in prihoda 2.5 litrskih motorjev. Zato je večina boljših proizvajalcev že delalo na dirkalnikih za prihodnja pravila, ne pa za dirkalnik, ki bi ga lahko uporabljali le dve leti. Rešitev je bila, da so za svetovno prvenstvo dve leti veljala pravila Formule 2. Kljub temu se je Ferrarijeva dominacija nadaljevala tudi z lahkimi 4-cilindričnimi 500s motorji, ki so omogočili italijanski legendi Albertu Ascariju osvojitev naslovov v sezoni 1952 in 1953. Ferrarijevi dirkalniki so v tem obdobju uspešno dirkali tudi na dirkah Formule 1, ki niso štele na prvenstvo in Formuli Libre. Ironično je bila v tem obdobju edina dirka prvenstva dovoljena za dirkalnike Formule 1 Indianapolis 500. Leta 1952 je Ferrari pripeljal 4 dirkalnike Formule 1 375s s Albertom Ascarijem kot glavnim dirkačem, a brez vidnejšega uspeha.
Če ne štejemo dirke za 500 milj Indianapolisa, je bilo svetovno prvenstvo Formule 1 popolnoma evropsko do leta 1953, ko se je sezona začela v Argentini. Od takrat je bila vedno vsaj ena dirka izven Evrope.
Kot načrtovano, se je svetovno prvenstvo vrnilo pod pravila Formule 1 v sezoni 1954 s 2,5 litrskimi motorji. Z njimi sta prvič vstopila v Formulo 1 Lancia in Mercedes-Benz in takoj najela takratna najboljša dirkača, Lancia Ascarija ter Mercedes Fangia. Z uporabo desmodromičnih ventilov, vbrizgavanjem goriva, magneziju, drugih vlitih eksotičnih delov in ostalih naprednih komponent, je novi Mercedes začel sezono 1954 s najboljšim štartnim položajem na Veliki nagradi de l'ACF" v Reims-Gueux s prvim krogom preko 200 km/h v Formuli 1 ter nato z zmago v dvoboju z drugim Mercedesovim dirkačem Karlom Klingom, ki je končal kot drugi.
Mercedesi so dominirali naslednji dve sezoni z Fangiom, ki je zmagal vse dirke razen treh. Kljub temu pa je Mercedes po koncu sezone 1955 izginil tako hitro, kot se je pojavil. Prikazali so superiornost svoje tehnologije, ampak nesreča enega njihovih športnih dirkalnikov na dirki 24 ur Le Mansa, ki je ubila 83 ljudi, je bila ključni faktor odločitve. Mercedes se ni vrnil v Formulo 1 naslednjih štirideset let. Po Le Mansu so bile odpovedane preostale tri dirke za Veliko nagrado.
Na Veliki nagradi Monaka se je pripetila spektakularna nesreča, ko sta Ascari in Lancia po zgrešeni šikani zgrmela v morje. Ascarija so rešili in izgledalo je, da je ostal nepoškodovan. Ampak obstajal je dvom na neopažene notranje poškodbe, ko se je le štiri dni kasneje Ascari smrtno ponesrečil na testiranjih športnega dirkalnika v Monzi. Po tej nesreči je Lancia po zgledu Mercedesa zapustila Formulo 1, motorje, dirkalnike, podatke in tehnologijo pa predala Ferrariju.
V sezoni 1956 je Fangio vnolčil Ferrari obogaten z Lancianimi deli in osvojil svoj četrti naslov. Že v naslednji sezoni 1956 pa je z Meseratijem osvojil še svoj peti naslov, rekord ki je ostal nepremagan 46 let.

## Revolucija - motor zadaj
Glej sezono 1958, sezono 1959, sezono 1960 in sezono 1961
S Fangiovo upokojitvijo je Mike Hawthorn s Ferrarijem v sezoni 1958 osvojil dirkaški naslov ter tako postal prvi angleški dirkač z naslovom. britansko moštvo Vanwall je osvojilo konstruktorski naslov v sezoni 1958, vendar uničilo možnosti za dirkaški naslov s tem, ko so si moštveni dirkači kradli točke med sabo. Moss, je kljub več zmagam od Hawthorna, izgubil naslov za točko. Jack Brabham je zaključil prvo desetletje Formule 1 z naslovom v sezoni 1959.
1958 je bila še ena prelomnica za Formulo 1. Stirling Moss je zmagal Veliko nagrado Argentine s Cooperjem privatne ekipe Roba Walkerja z 2 litrskim motorjem Coventry-Climax Straight-4. To je bila prva zmaga za dirkalnik z motorjem pritrjenim za dirkačem v Formuli 1. Naslednjo dirko za Veliko nagrado Monaka je spet zmagal isti Cooper, ki ga je tokrat vozil Maurice Trintignant. Copperji so bili z nizko zmogljivimi motorji outsiderji leta 1958, a ko so zgradili nov 2.5 litrski Coventry-Climax motor, so dominirali v Formuli 1 dve leti, ko sta se za zmage borili le uradno moštvo Copper in moštvo Roba Walkerja. Medtem ko sta ostali britanski moštvi Lotus in BRM tudi prestavili motorje zadaj, je Enzo Ferrari vztrajal pri konzervativnem pogledu »Konji naj potiskajo dirkalnik, ne porivajo«. Avstralec Jack Brabham je osvojil svoja prva dva naslova od treh v majhnih britanskih dirkalnikih, zadnja dva z 2.5 litrskim dirkalnikom.
V sezoni 1958 je prvič vozila dirkalnik Formule 1 na dirki ženska Maria Teresa de Filippis za privatno ekipo Maserati na Veliki nagradi Belgije.
Motorna revolucija je naredila še en potencialno dober dirkalnik zastarel. Ferguson P99 s motorjem spredaj in pogonom na vsa štiri kolesa je dirkal v Britanski Formuli 1 v letu 1961 in zmagal na dirki Oulton Park Gold Cup, ki pa ni štela za naslov. Toda bil je pretežek za kosanje z novo vrsto dirkalnikov.
V sezoni 1961 z zmanjšanjem prostornine motorja na 1,5 litra želeli zmanjšati hitrosti dirkalnikov, kar je obveljalo naslednjih pet sezon. Ferrari bi lahko uporabil že preizkušen motor V6, ki so ga uporabljali v Formuli 2, vendar so želeli narediti korak naprej z zelo sofisticiranim dirkalnikom z 120° V6 motorjem. To je vodilo v dominanco Ferrarija 1961, saj so imele Britanska moštva težave sestaviti primeren motor.
V petdesetih in šestdesetih letih 20. stoletja je bilo svetovno prvenstvo Formule 1 le vrh ledene gora, kar zadeva dirke po pravilih Formule 1. Število dirk po pravilih Formule 1 je ostalo približno enako kot pred uvedbo svetovnega prvenstva. Mnoge slavne dirke kot sta bili Veliki nagradi Pauja in Syracuseja ter Oulton Park Gold Cup niso spadale pod svetovno prvenstvo, vendar so vseeno privabljale najboljše dirkače in moštva.

## Pojav tehnologije
Glej sezono 1962, sezono 1963, sezono 1964, sezono 1965, sezono 1966 in sezono 1967.
V sezoni 1962 je Lotus nastopal z dirkalnikom Lotus 25, ki je imel nov motor Coventry-Climax FWMV V8. Dirkalnik je imel aluminijasto šasijo narejeno iz enega kosa, kar se je izkazalo za največji tehnološki preboj po prestavitvi motorjev nazaj, vendar Lotus je bil na začetku nezanesljiv. Jim Clark je sezono zaključil na drugem mestu za Grahamom Hillom z BRMom.
Vendar takoj ko so popravili zanesljivost dirkalnika in motorja, se je začela era Lotusa in s tem tudi Jima Clarka. Clark je osvojil dva naslova v treh letih, v sezonah 1963 in 1965, ko je postal tudi edini svetovni prvak v zgodovini Formule 1, ki je isto letos osvojil naslov prvaka in dirko 500 milj Indianapolisa. Za sezono 1964 je Lotus naredil nov dirkalnik Lotus 33, Ferrari pa je vložil velik tehnološki in finančni napor za osvojitev naslova prvaka. Tako so v sezoni uporabili kar tri različne motorje, že obstoječega V6, V8 in flat-12, medtem ko je imel Lotus spet težave z zanesljivostjo. Naslov je osvojil John Surtees s Ferrarijem. S tem pa je Surtees postal edini dirkač v zgodovini, ki je osvojil naslov svetovnega prvaka tako v avtomobilistični in motociklistični seriji.
V sezoni 1966 so pravila zopet omogočila močnejše motorje, 3.0 litrske navadne ali 1.5 litrske turbo, zato je bila ta sezona prehodna za večino ekip.
Ferrari je bil velik favorit s 3 litrsko verzijo dobro preizkušenega V12 motorja. Coventry-Climax, prej dobavitelj motorjev za večino ekip, se je umaknil iz Formule 1 in tako so se ekipe kot so Lotus mučile z nadgrajevanjem zastarelih Climaxovih motorjev. Copper je uporabil zastarele motorje Maserati V12, ki so bili narejeni za Maserati 250 F v poznih petdesetih letih, medtem ko se je BRM odločil za težek in zapleten motor H-16. Veliki zmagovalec je bil Jack Brabham, saj je njegovo moštvo zmagalo dve leti zapored s predelavo serijskega motorja Repco V8. Z glavami SOHC in ne več kot 330 BKM, je bil Repco daleč najmanj zmogljiv 3 litrski motor od teh novih treh, vendar zelo lahek in zanesljiv. 1966 je bilo Brabhamovo leto, medtem ko je v naslednji sezoni 1967 naslov osvojil njegov moštveni kolega, Denny Hulme iz Nove Zelandije, predvsem ker je Brabham preizkušal nove komponente dirkalnika.
V sezoni 1967 je Lotus predstavil nov dirkalnik Lotus 49 s Ford-Cosworth DFV V8 motorjem, ki je dominiral v Formuli ena naslednje desetletje. Po zgledu Repca je bil Cosworth lahek in kompakten, ampak z 4-ventilskimi DOHC glavami je bil sposoben proizvajati precej več moči. DFV je bil narejen po ideji prototipa Ferrari P4. Chapmanu je to omogočalo, da je razvil šasijo, ki se je končala takoj za sedežem, medtem ko je Brabham še vedno uporabljal klasično šasijo ki je podpirala motor, menjalnik in zadnje vpetje. Novi DFV je bil zelo nezanesljiv, zato je moral Keith Duckworth spremeniti več komponent in tako je omogočil Hulmu naslov prvaka na račun zanesljivosti.
V sezoni 1967 je John Love z zastarelim Cooper-Climaxom vodil na Veliki nagradi Južne Afrike in nato končal kot drugi. Lovov Cooper je bil narejen za kratke dirke tasmanske Formule, za celotno dirko pa so moralo dodati dva pomožna rezervoarja za gorivo. Na žalost ga je okvara na črpalki za gorivo na pomožnih rezervoarjih stala zmage po tem ko je vodil večino dirke, saj je moral na postanek za gorivo.
Love je bil kralj Južnoafriškega domačega prvenstva Formule 1, ki je potekalo od leta 1960 do 1975, saj je osvojil kar šest naslovov v šestdesetih letih. Vodilni dirkalniki serije so bili pred kratkim umaknjeni iz svetovnega prvenstva, čeprav je tudi obstajala dobra selekcija lokalnih moštev. Vodilni dirkači v seriji so običajno sodelovali tako na domači Veliki nagradi, ki je štela za svetovno prvenstvo Formule 1, kot tudi občasno na dirkah v Evropi, vendar z malo uspeha.
Do poznih 60. let so neevropske dirke, kot je Velika nagrada Južne Afrike, predstavljale že približno tretjino prvenstva. Jedro prvenstva je ostalo v Evropi, medtem ko so bile neevropske dirke na sporedu na začetku in na koncu koledarja dirk, kar velja še za danes. Izven Evrope je bilo tudi veliko dirk, ki niso štele za prvenstvo, občasno je bila ena teh tudi Velika nagrada Južne Afrike.

## Pojav sponzorstva
Glej sezono 1968, sezono 1969, sezono 1970, sezono 1971, sezono 1972 in sezono 1973.
Čeprav v sezoni 1967 Lotusu ni uspelo osvojiti naslova, sta bila dirkalnik Lotus 49 in motor DFV proti koncu sezone dovolj izboljšana, da je Lotus lahko zopet dominiral v Formuli 1, čeprav so v sezoni 1968 izgubili ekskluzivno pravico do motorjev DFM. McLaren je zgradil nov dirkalnik okrog DFMa, v Formuli 1 pa se je pojavil še Ken Tyrrell s svojo ekipo z dirkalniki z motorjem Cosworth, ki jim jih je zgradila francoska tovarna Matra ter bivšim dirkačem BRMja, Jackiejem Stewartom
Ni bilo presenečenje, ko se je na prvi dirki sezone 1968 Veliki nagradi Južne Afrike potrdila moč Lotusa z dvojno zmago, Jima Clarka pred Grahamom Hillom. To je bila Clarkova zadnja zmaga, saj se je 7. aprila 1968 smrtno ponesrečil na dirki formule 2 v Hockenheimu.
V naslednjih mesecih sta se pojavili dve pomembni inovaciji. Prva je bil pojav neomejenega sponzorstva, kar je FIA dovolila zaradi odtegnitve podpore Formuli 1 avtomobilskih tovarn, kot so bili BP, Shell in Firestone. Maja se je Lotus v Jarami ovil v rdečo, zlato in belo barvo, ki so prestavljale barve znamke Imperial Tobacco proizvajalca Gold Leaf. Druga inovacija je bilo pojav krilc, kot so jih uporabljali na dirkalniku Chaparral. Colin Chapman je na dirkalnik Lotus 49B Grahama Hilla za Veliko nagrado Monaka namestil skromna sprednja krilca in spojler. Braham in Ferrari sta naredila še korak naprej na Veliki nagradi Belgije s krilci nad dirkači v polni širini dirkalnika. Lotus je odgovoril s krilci v polni širini dirkalnika, ki so bili direktni pritrjeni na zadnje vzmetenje, kar je bilo mogoče le s spremembo na zadnjem vzmetenju in menjalniku. Matra je visoko sprednje krilce pritrdila na prednje vzmetenje. Zadnja novost je bila pogosto uporabljena na treningih, ker je potrebovala veliko napora dirkača. Do konca sezone je že večina moštev uporabljala dovršena krilca.
Kljub smrti Jima Clarcka je Lotus osvojil oba naslova v sezoni 1968 z Grahamom Hillom, toda Jackie Stewart je bil težek nasprotnik z zmagami na več Velikih nagradah v Tyrrellu Matra MS10. Največja novost na dirkalniku je bil rezervoar za gorivo, narejen podobno kot v letalih. To je omogočalo 15 kg lažjo šasijo, kljub temu da je bil močnejši kot tekmečevi rezervoarji. FIA se je odločila, da je ta tehnologija nevarna in jo za sezono 1970 prepovedala. Varnost je postala ključni faktor v Formuli 1. Velika nagrada Belgije je bila odpovedana zaradi bojkota dirkačev, ker kljub zahtevam na dirkališču niso izboljšali varnosti.
Direktor Matre Jean-Luc Lagardere je naredil radikalno strateško potezo za sezono 1969: Matrino moštvo je umaknil iz tekmovanja Formule 1. Namesto tega je Matra vložila vso energijo v moštvo Tyrrell (preimenovan v Matra International) in zgradilo nov dirkalnik okrog motorja DFV in s strukturnimi rezervoarji za gorivo, čeprav ga bi lahko uporabljali le eno sezono. Ta odločitev je radikalna tudi, ker je Matra želela partnerstvo s Simco, nato z oddelkom Ameriške družbe Chrysler, da bi uporabljali Fordove motorje za naslednjo sezono.
Po vrsti nesreč, za katere so bila kriva krilca ali vzmetenje (na katera so pripeta), so bila krilca od Velike nagrade Monaka 1969 prepovedana. Kasneje v sezoni so bila spet dovoljena, vendar omejena po velikosti in višini ter pritrjena direktno na šasijo.
Jackie Stewart je z lahkoto osvojil naslov prvaka v sezono 1969 z novo Matro MS80, ki je vsebovala izboljšave večine pomanjkljivosti dirkalnika MS10. Stewartov naslov je bil prvi s francosko šasijo in za zdaj edini s šasijo zgrajeno v Franciji. To je bil neverjeten rezultat za moštvo, ki je vstopilo v Formulo 1 šele leto prej, vendar naslov ni imel velikega vpliva na francosko javnost, ker je bil angleški doprinos k zmagovalnem dirkalniku veliko večji od francoskega.
V sezoni 1969 se je ponovno pokazala potreba po pogonu na vsa štiri kolesa, ker je bilo prejšnje leto veliko dežnih dirk. Štirje taki dirkalniki so nastopili na Veliki nagradi Velike Britanije, tudi Cosworthov edini dirkalnik Formule 1 in Johnny Servoz-Gavin je postal edini dirkač, ki je kadarkoli osvojil točke svetovnega prvenstva z dirkalnikom s pogonom na štiri kolesa, saj je s Matro MS84 končal na šestem mestu na Veliki nagradi Kanade. Podtlak se je hitro pokazal kot najpomembnejšega pri izboljšavi mehanskega oprijema dirkalnika, zato je bila ta tehnologija zavržena, čeprav je Lotus še nekaj let eksperimentiral z njo.
Pred sezono 1970 je Madra, po pogodvi z Simco, želela uporabiti Tyrellove motorje V12 namesto Cosworthovih. Stewart jih je testiral in ugotovil, da so slabši od DFVja. Ker je Ford prispeval večino v proračun Tyrella in je drugi pomemben element prišel iz francoske naftne družbe ELF, ki je imel pogodbo z Renaultom, ki je dajala prednost podpori partnerju Simce, je Ken Tyrrell kupil šasijo 701 proizvajalca March kot začasno rešitev pred izdelavo lastnega dirkalnika.
Novi Lotus 72 v obliki konice puščice je bil zelo inovativen z Torsion vzmetenjem, notranjimi prednjimi zavorami in visečim zadnjim krilcem. Lotus 72 je hitro pokazal svojo superiornost in novi prvi dirkač Lotusa, Avstrijec Jochen Rindt, je dominiral prvenstvo dokler se ni na Veliki nagradi Monze smrtno ponesrečil zaradi okvare zavornega sistema. Vseeno mu je bil posmrtno podeljen naslov svetovnega prvaka v sezoni 1970, ki jo je zaznamovala tudi prva uporaba Goodyearovih slick pnevmatik.
Po smrti Rindta je bilo obnašanje moštva Lotus čudno verjetno, ker razlog za Rindtovo smrt ni bil popolnoma pojasnjen. Lotus 72 so uporabili le za redke priložnosti. Moštvo je porabilo veliko časa z eksperimentiranjem z motorjem z bencinsko turbino in spet s pogonom na štiri kolesa. Matra MS80 je s svojo šasijo in konvencionalnimi rezervoarji za gorivo z lahkoto prinesla naslov v sezoni 1971 Stewartu z Tyrrellom.
Lotusu številni eksperimenti v letu 171 niso prinesli velike tehnološke prednost, vendar so lahko testirali več dirkačev. Za sezono 1972 se je ekipa zopet osredotočila na šasijo tipa 72. Imperial Tobacco je še naprej podpiral ekipo z novo znamko John Player Special. Dirkalniki, ki jim zdaj velikokrat imenujemo JPM, so bili črne in zlate barve - mnogim zelo všeč. Lotus je nepričakovano osvojil naslov prvaka v sezoni 1972 z 26-letnim brazilskim dirkačem Emersonom Fittipaldijem, ki je postal najmlajši svetovni prvak do tedaj. Stewart je bil drugi v prvenstvu in še izboljšal svoj ugled z nepozabnimi predstavami v Severni Ameriki z dirkalnikom CanAm Lola. Naporen urnik na obeh straneh Atlantika pa je povzročil čir. V sezoni 1973 sta Lotusova dirkača Fittipaldi in Ronnie Peterson dirkala med sabo, medtem ko je Stewart dirkal s podporo Françoisa Ceverta pri Tyrrellu. Tako je osvojil nov naslov prvaka, vendar sta se po smrtni nesreči Cleveta na kvalifikacijah pred zadnjo dirko sezone za Veliko nagrado ZDA, Tyrell in Stewart umaknila z dirke in moštveni naslov je šel v roke Lotusu. Po koncu sezone je Stewart javnosti sporočil svojo upokojitev, odločitev ki jo je sprejel na Veliki nagradi ZDA.
Proti koncu sezone 1973 je bil najhitrejši dirkalnik nov McLaren M23, ki je sledil konceptu Lotusa 72, vendar z bolj konvencionalnim vzmetenjem in boljšo aerodinamiko. Fittipaldi je zapustil Lotus in se pridružil McLarnu, zdaj pod vodstvom Teddyja Mayerja, ki mu je ponudil mesto prvega dirkača, ki ga Chapman zavrnil.

## Ferrari in McLaren na vrhu
Glej sezono 1974, sezono 1975, sezono 1976 in sezono 1977.
Sezono 1974 se je končala z zmagoslavjem favorita pred sezono Fittipaldija z McLarnom, vendar šele po nepričakovano tesni borbi. Ferrari se je pobral po porazni sezoni 1973 s svojim prvim dirkalnikom s šasijo v enem kosu, Fiatom-12 z motorjem 312 B3s, ki sta ga vozila mladi Avstrijec Niki Lauda in izkušeni Clay Regazzoni. Klub okvarjenem novem Lotusovem dirkalniku Lotus 76, je Peterson uspel zmagati na dirki za Veliko nagrado s štiri leta starim dirkalnikom Lotus 72. Dirkač Brabhama Carlos Reutemann je tudi uspel zmagati z novim BT44 ter mladi talent Jody Scheckter, ki je uspel končati večino dirk med dobitniki točk, na Veliki nagradi Švedske pa celo zmagati z dirkalnikom Tyrrell 007, zelo podobnim kot McLaren M23. Sezona Nikija Laude se je končala po nesreči v prvem krogu Velike nagrade Nemčije. Šele zadnja dirka sezone je bila odločilna za naslov prvaka, v igri pa so bili še Fittipaldi, Regazzoni in Scheckter.
Sedaj so dirkalniki Formule 1 izgledali že mnogo drugače kot tisti iz leta 1966. Večina dirkalnikov je imela karoserijo v obliki konice puščice po zgledu Lotusa (z izjemo Ferrarija z izjemno kompleksnimi oblikami) ter ogromnim zračnikom nad glavo dirkača. Bile pa so tudi revolucije v notranjosti dirkalnikov. Lotusov izum motorja kot dela strukture šasije iz leta 1967 je bila sedaj norma vseh. Toda največja mehanična sprememba je prišla v sezoni 1975, ko so je pojavil Ferrari 312T s prečnim menjalnikom, ki je omogočal boljšo razporeditev teže.
Ferrari je osvojil konstruktorske naslove v sezonah 1975, 1976 in 1977. Lauda je osvojil svoj prvi naslov leta 1975 na relativno lahek način. Glavno presenečenje sezone je prišlo, ko je majhno moštvo Hesketh osvojilo Veliko nagrado Nizozemske z Jamesom Huntom. Kljub nastopanju z le enim dirkalnikom in zavračanju sponzorstva je moštvo končalo sezono na četrtem mestu v tekmovanju konstruktorjev. To leto je tudi prva ženska Lella Lombardi osvojila točke v Formuli 1 za šesto mesto za Veliki nagradi Španije.
Pred sezono 1976 je napravil Fittipaldi presenetljivo potezo, namreč prestopil je v brazilsko ekipo Fittipaldi, ki ga je vodil njegov brat Wilson, sponzor pa je bil Copersucar. James Hunt, ki je vedel, da ne more biti prihodnosti moštva Hesketh brez sponzorjev, je podpisal za McLaren. V sezoni 1976 se je drugi zaporedni naslov Laude zdel že skoraj osvojen, dokler ni doživel hude nesreče v dežju v prvem krogu Veliki nagradi Nemčije, kjer je utrpel hude opekline. Kljub temu, da ga je duhovnik že pripravljal na smrt, je bil v svojem Ferrariju že šest tednov pozneje. Naslov je izgubil za eno samo točko proti Jamesu Huntu na zadnji dirki za Veliki nagradi Japonske, ko je v hudem nalivu parkiral dirkalnik v boksih, zaradi preslabih razmer ter povedal, da v tako ekstremnih pogojih ne bo več dirkal.
Najradikalnejša inovacija sezone 1976 je bil 6-kolesnih Tyrrell P34, ki je bil dober dirkalnik, saj je pogosto končan na tretjem ali četrtem mestu, na Veliki nagradi Švedske pa je celo zmagal, toda ni bil boljši od najboljših 4-kolesnih dirkalnikov. V tej sezoni je Lotus prvič pod šasijo, sicer nekonkurenčnega dirkalnika Lotus 77, namestil plastična krila. Nekatere ekipe so to kopirale, vendar ni prineslo znatnejše prednosti, pravzaprav nihče ni vedel kaj je imel Chapman v mislih.
Incident v japonskem Fujiju je poslabšal odnos Laude s Enzom Ferrarijem, tako da je Lauda uradno postal drugi voznik za Carlosom Reutemannom. Lauda je zato prestopil v Braham že pred koncem sezone 1977, ko je z lahkoto postal prvak, preden mu je na zadnjih dirkah sezone Enzo Ferrari odrekel dirkalnik. Svoj drugi naslov je osvojil predvsem na račun konstantnosti in zanesljivosti. Kljub konflikti s »Commendatorem« in statusu drugega voznika je Lauda užival velik ugled v Ferrarijevem moštvu, ki je zato naredilo vse da mu je priskrbelo dober dirkalnik. Tisto sezono so bila sicer moštva zelo izenačila, toda ni bilo enega ki bi bil lahko stalno pred Laudo, ampak so se na vrhu izmenjavala različna moštva. Presenetljivo je novo moštvo s slovenskim lastnikom Wolf, ki je nastalo iz propadlih moštev Frank Williams Racing Cars in Hesketh, odlično uporabilo njihovo zapuščino, saj je Jody Scheckter sezono končal na drugem mestu.
V sezoni 1977 sta se pojavili dve inovaciji, ki sta v prihodnosti spremenili Formulo 1. Bistvo čudnega eksperimentiranja Lotusa v leti 1976 se je razkrilo z novim dirkalnikom Lotus 78, ki je pripeljal prvič v Formulo 1 t. i. ground effect. To je povzročilo radikalno povečevanje podtlaka in manj drsenja dirkalnikov v ovinkih. Lotus 78s z voznikoma Mariom Andrettijem in Gunnarjem Nilssonom je osvojil pet zmag na Velikih nagradah v sezoni 1977. Interno ime projekta, ki je rodil Lotusa 78, je bilo »Something for nothing«. Lotusov zunanji svetovalec Peter Wright, eden od oblikovalcev Marcha 701 iz leta 1970, je prišel na to idejo. Renault je to odkril kot drugi in se z dirkalnikom RS01 z 1.5 litrskim turbo motorjem, predelano verzijo iz njihovih športih dirkalnikov, prvič pojavil v Formuli 1. Čeprav so bili turbo motorji uspešni v petdesetih letih in so jih pravila dovoljevala že 11 let, jih ni uporabilo še nobeno moštvo, zaradi preveliko porabe goriva in drugih težavah s turbo motorji. Motorni inženir François Castaing, ki je opazoval turbo motorje Offenhauser v ameriški seriji Indycar racing, si je zelo prizadeval za to rešitev.
Vstop Renaulta je tudi pripeljal Michelinove radialne pnevmatike v Formulo 1. Goodyear, ki je pred tem užival monopol na področju pnevmatik, je še vedno uporabljal cross ply pnevmatike. Vstop Michelina v Formulo 1 je videl kot resno grožnjo in vložil velik napor v raziskave in razvoj svojih radialnih pnevmatik. Tyrrelli leta 1977 so bili nekonkurenčni ravno zaradi Goodyeara, ki je bil preveč zaposlen s posebnimi pnevmatikami za P34. Brez kontinuiranega razvoja, so postale pnevmatike nekonkurenčne in šest-kolesnik so morali opustiti.

## Era dirkalnikov s krilci
Glej sezono 1978, sezono 1979, sezono 1980, sezono 1981 in sezono 1982.
Za sezono 1978 je Lotus 79 bolj radikalno in učinkovito izrabil pritisk dirkalnika k tlom. Mnoga moštva so začela eksperimentirati s to tehnologijo, toda Lotus je bil v prednosti, zato je Mario Andretti postal prvak, kot prvi prvak tako Formule 1 kot tudi ameriške serije IndyCar. Brabham je premagal moštvo Lotus pri ustvarjanju podtlaka z dirkalnikom BT46B "fan car", ponovno uporabo koncepta  Chaparralov Jima Halla v CanAm v letu 1970. Dirkalnik je izkoristil luknjo v pravilih, čeprav je moštvo pod vodstvom Bernieja Ecclestona umaknilo dirkalnik preden bi lahko bil prepovedan po zmagi na svoji edini dirki z Nikijem Laudo na Veliki nagradi Švedske. Kasneje v sezoni je Ronnie Peterson močno trčil v ograjo v prvem krogu Veliki nagradi Italije in Lotus je močno zagorel. James Hunt ga je rešil iz gorečega dirkalnika in prve zdravniške napovedi so bile dobre, toda Šved je naslednji dam umrl zaradi embolizma. Hunt se je na Veliki nagradi Monaka naslednje leto.
Za sezono 1979 sta moštvi Williams in presenetljivo Ferrari, klub pomenljivostim Flat-12, ki je oviral zračnike, zgradila dirkalnike s krilci, ki so se izkazala za učinkovitejše od tistih na dirkalniku Lotus 79. To je prisililo Lotus, da je moral v naglici predstaviti nov dirkalnik Lotus 80, ki je pretiraval pri konceptu pritiska dirkalnika k tlom in se zato ni izkazal za konkurenčnega. Renault je vztrajal s turbo motorji, kljub pogostim okvaram, ki so njihovem dirkalniku nadele vzdevek "Little Yellow Teapot". Končno so osvojili prvo zmago na Veliki nagradi Francije z dirkalnikom RS10, ki je imel tako turbo motor kot dober sistem krilc.
Nove tehnologije, ki sta jih predstavila Lotus in Renault so sprožile vojno med FISO in FOCO v zgodnjih osemdesetih letih. Turbo motorji so bili zapleteni in so ovirali pretok zraka pod dirkalnikom. Bili so šele tehnologija v začetku vzpona, zelo so bili težki in dragi za razvoj, izgradnjo in zagotovitev zanesljivosti. Večinoma so le moštva, ki so jih podpirale avtomobilski proizvajalci, kot so bila Renault, Ferrari in Alfa Romeo lahko razvijala turbo motorje. V nasprotju so se moštva s poceni, zanesljivimi in majhnimi motorji Ford-Cosworth DFV, ki jih je že desetletje uporabljala večina moštev, v veliki meri posvetila izpopolnitvi aerodinamike dirkalnikov. Ti dve skupini moštev sta predstavljali dve politični telesi -  Federation International du Sport Automobile (FISA), ki ji je predsedoval Jean-Marie Balestre in FOCA, ki jo je vodil Bernie Ecclestone. Prvo je zagovarjalo strogo omejitev aerodinamike, da bi lahko popolnima izkoristile prednost močnih turbo motorjev, medtem ko je drugo zagovarjalo neomejeno aerodinamiko za ublažitev manjka konjskih moči njihovih motorjev. V igri so bili tudi finančni razlogi. Soočeni z velikimi moštvi z neomejenim proračunom, so majhna moštva želela večji delež od prihodka Formule 1, da bi lahko ostali konkurenčni.
Borba med FISO in FOCO je v začetku osemdesetih let zasenčila dirke. V sezoni 1979 je Jody Scheckter osvojil zadnji naslov prvaka za Ferrari v naslednjih enaindvjsetih letih, toda največja pozornost je bila na talentiranem mladem Kanadčanu Gillesu Villeneuvu. Alan Jones in Keke Rosberg sta prinesla uspeh Franku Williamsu v sezonah 1980 in 1982, medtem ko je mladi Brazilec Nelson Piquet osvojil naslova za Ecclestonovo moštvo Brabham v sezonah 1981 in 1983.
Patrick Depailler se je smrtno ponesrečil v sezoni 1980, verjetno zaradi prevelikega bočnega pospeška v hitrem ovinku Ostkurve v Hockenheimu. Dvojni udarec je zadel Ferrari v sezoni 1982 s smrtno nesrečo Gillesa Villeneuva in hudi poškodbi njegovega moštvenega kolege Didiera Pironija le nekaj tednov kasneje, kar je pomagalo pripeljati vprašanje varnosti v ospredje ter rešiti spor med obema stranema v dobro Formule 1.
Konzervativni DFV je omogočil britansko formulo Aurora med letoma 1978 in 1980. Kot v JAR generacijo prej, so uporabljali rabljene dirkalnike moštev kot sta bili Lotus in Fittipaldi, nekateri pa so zgradili dirkalnike posebej za to serijo, na primer March 781. V sezono 1980 je Desiré Wilson z zmago na Veliki nagradi Velike Britanije z Williamsom postala prva in za zdaj edina ženka, ki je zmagala v Formuli 1.
Po več letih tavanja v temi se je McLaren združil z ekipo Formule 2 Project-4, ki jo je vodil Ron Dennis. McLaren MP4/1 je prvi uporabil šasijo iz karbonskih vlaken v sezoni 1981, ki se je kljub začetnim dvomom izkazala kot varnejša ob nesrečah, zato so jo v nekaj letih uporabljale že vsa moštva. Uporaba karbonskih vlaken namesto aluminija za šasijo je naredila dirkalnike znatneje lažje , pa vseeno bolj toge kar je izboljšalo oprijem in tako hitrosti skozi ovinke.

## Vzpon turbo motorjev
Glej sezono 1982  in sezono 1983.
Naslov prvaka, ki ga je osvojilo Ecclestonovo moštvo Brabham, je bil prvi naslov v zgodovini Formule 1 osvojen z dirkalnikom s turbo motorjem. Do sezone 1983 je bil spor med FISO in FOCO razrešen, kljub še občasnim poskusom FOCE. Do sezone 1984 je le še Tyrrell vztrajal s starimi motorji DFV. V sezoni 1983 je bila prirejena zadnja dirka Formule 1, ki ni štela za prvenstvo, Dirka šampionov v Brands Hatchu, ki jo je dobil aktualni prvak Keke Rosberg v Williams Cosworthu po hudi borbi z Američanom Dannyjem Sullivanom.
Varnostna vprašanja so pomagala rešiti spor; po skoraj 50-ih letih se je bila moč turbo motorjev lahko končno primerjala z 640 KM (477 kW), ki jih je proizvajal motor 1937 Mercedes-Benz W125 brez ogromne porabe posebnega in zelo eksplozivnega goriva. Do sezone 1986 so lahko nekateri motorji proizvajali v kratkih intervalih preko 1000 MK (750 kW).
Ironično je doživela Formula 1 kljub kontroverznosti spora okoli privatnih moštev eno najbolj izenačenih obdobij. Poceni in konkurenčni motorji Ford-Cosworth DFV je spodbudila mnoga privatna moštva v nakup ali izgradnjo svojega dirkalnika in so tudi dosegale različne uspehe. Medtem ko so moštva kot so bila Ensign, Penske in Theodore neopazno prišla in odšla, pa so nekatera druga moštva kot so bila Hesketh, Shadow, Wolf ali Arrows, ki so doživela velik uspeh in od časa do časa celo premagovala velikane Formule 1.da

## Dominacija McLarna in Williamsa
Glej sezono 1984, sezono 1985, sezono 1986, sezono 1987, sezono 1988, sezono 1989, sezono 1990, sezono 1991, sezono 1992 in sezono 1993.
Po končno premagani kontroverznosti, so moštva Formule 1 zacvetela v preostalih letih osemdesetih in v devetdesetih. Kljub neustavljivi dominanci McLarna in Williamsa je to obdobje označeno kot (mogoče ironično) eno najsvetlejših obdobij v 50-letni zgodovini Formule 1.
Niki Lauda, ki se je vrnil odločen iz pokoja po sezoni 1984, je premagal mladega in obetajočega moštvenega kolego Alaina Prosta za naslov v sezoni 1984 za pičle pol točke, kar je najmanjša razlika v zgodovini Formule 1. Tiste pol točke je bilo kontroverzne zato, ker je prišla iz zaradi močnega dežja skrajšane Velike nagrada Monake, kjer so bilo podeljene polovične točke. Prost je tisto dirko zmagal, toda boljši vtis je zapusti novinec Ayrton Senna s Tolemanom, ki je prišel do drugega meste in se hitro približeval Prostu (medtem ko je mladi Nemec Stefan Bellof v nekonkurenčnem Tyrrellu, ki ni imel turbo motorja, prišel do tretjega mesta in bi morda lahko celo zmagal, saj je bil hitrejši tako od Prosta kot od Senne, ki je imel resno okvaro na vzmetenju zaradi trčenja). To je bil začetek velikega rivalstva med obema, ki je trajal naslednje desetletje. Toda v zgodnjih letih je imel Prost veliko prednost v Mclarnu s turbo motorji Porsche-TAG, ki je omogočil dirkačem tri zaporedne naslove.
Sezona 1986 je prinesla še eno tesno odločitev za naslov prvaka. Nelson Piquet in Nigel Mansell z Williams-Hondo sta se zdela nepremagljiva, toda prevečkrat sta drug drugemu kradla točke, tako da je Prost z McLarnom ostal blizu vrha. Čeprav je Williams z lahkoto osvojil konstruktorski naslov, je odločitev o dirkaškem naslovu padla šele na zadnji dirki za Veliko nagrado Avstralije, kjer je Prost z drugim mestom in ogromno sreče osvojil svoj drugi naslov, saj sta imela oba Williamsa težave s pnevmatikami. V sezoni 1987 se je Williams še okrepil, tako da je Piquet z boljšo konstantnostjo osvojil še svoj tretji naslov pred Mansellom.
V sezoni 1987 so se vrnili atmosferski motorji, po letu turbo motorjev 1986. Kapaciteto so povečali na 3.5 litra, turbo motorji pa so bili omejeni po pogonskem pritisku in prostornini, dokler niso bili popolnoma prepovedani v sezoni 1989. Kljub temu so turbo motorji dominirali dokler so bili dovoljeni, Williams z naslovom v sezoni 1987 in vrnitvijo McLarna v sezoni 1988 s super dirkaškim parom Prost-Senna, ki sta dobila petnajst dirk od šestnajstih, rekord vse do danes. Senna je premagal Prosta in osvojil svoj prvi naslov prvaka.
V sezoni 1989 se je kljub prepovedi turbo motorjev dominanca McLarna nadaljevala še tri sezone z naslovom Prosta v sezoni 1989 in Senne v sezonah 1990 in 1991. Prvenstvo je bilo zaznamovano z velikim rivalstvom med obema, zapletla pa sta se tudi v dve trčenji na Velikih nagradah Japonske 1989 in 1990. 1989-ega je Prost ostro zaprl Senno, medtem ko je Senna kasneje priznal, da je 1990-ega namerno trčil v Prosta ter tako nase navlekel kritike z vseh strani v Formuli 1. Senna pa je bil bolj zaskrbljen nad grožnjo Williamsa zdaj z Renaultovim motorjem, ki je naslednjih sedem let dominiral v Formuli 1.
Toda niso bili le Renaultovi motorji, ki so omogočali Williamsu in kasneje Benettonu dominacijo v Formuli 1 od sezone 1992 do 1997. Ponovno je bilo uvedeno dolivanje goriva ob postankih v boksih, kar je spremenilo dirko v serijo kratkih sprintov, kar je izenačilo pomembnost strategije dirke in dirkaških sposobnosti. v zgodnjih devetdesetih letih so moštva začela uporabljati elektronska dirkaška pomagala, ki so se hitro širila. Aktivno podvozje (prvi ga je razvil Lotus leta 1987), polavtomatski menjalnik (Ferrari 1989) in nadzor zdrsa pogonskih koles (Williams 1991) so postali pomembena sestavina zmagovitega dirkalnika. Nekatere tehnologije so bile izposojene iz sodobnih vestnih avtomobilov, druge pa posebej razvite za dirkanje in kasneje uporabljene tudi drugje. Vse to je omogočilo dirkalnikom višje in višje hitrosti, če bi bila le moštva pripravljena še naprej financirati ta razvoj. Fédération Internationale de l'Automobile (FIA) je zaradi očitkov, da tehnologija bolj odloča o razpletu dirk kot dirkaško znanje, prepovedala večino takih pomagal pred sezono 1994. Kljub temu pa je imelo veliko opazovalcev občutek, da je bila prepoved dirkaških pomagal le prepoved na papirju, saj FIA ni imela ne znanja ne metod za nadzor takih komponent. Niti ta kontroverznost ni zmanjšala veselja Britancev, ko je Nigel Mansell po desetleju le osvojil naslov svetovnega prvaka v sezoni 1992, ali Francozov ko je Alain Prost v sezoni 1993 osvojil še svoj četrti naslov, oba z Williamsom.
V devetdesetih so postale lahke kamere nameščene na dirkalnike pogoste (sledili so praksi ameriških TV postaj, tehnologija pa je bila razvita v Avstraliji). S povečevanjem števila gledalcev je postala Formule 1 tudi mnogo bolj zanimiva tudi za ostale sponzorje, ne le tradicionalne tovarne cigaret. Izboljšava varnosti je tudi pomenila, da so se glavni proizvajalci avtomobilov pogosteje ravnali po moštvih.
Sezona 1994 se je napovedovala kot ena zanimivejših. Ayrton Senna se je preselil k Williamsu in zamenjal upokojenega Prosta. Mladi Nemec Michael Schumacher je bil tudi nevaren s Benetton-Fordom. McLaren je imel visoke upe z novim Peugeotevim motorjem, Ferrari pa je upal na plodnejšo sezono od zadnjih treh z Gerhardom Bergerem in Jeanom Alesijem. Sezona je bila zelo pretresljiva, a zaradi povsem napačnih razlogov.

## Varnost, pravila in predpisi
Glej sezono 1994 in sezono 1995.
Do sezone 1994 je bila zadnja smrtna nesreča, Elio de Angelis na testiranjih v sezoni 1986, v Formuli 1 oddaljena že skoraj desetletje. Bilo je sicer nekaj strašljivih nesreč (na primer Nelson Piquet in Gerhard Berger v Imoli ali Martin Donnelly v Jerezu), toda brez smrtnih žrtev. Hitrost dirkalnikov Formule 1 je stalno rasla zadnjih osem let, kljub prepovedi turbo motorjev, zmanjšanjem širine gum in prepovedi elektronskih pomagal. V zraku je bilo prepričanje, da so dirkalniki popolnoma varni in se smrtne nesreče ne morejo več pripetiti.
Na Veliki nagradi San Marina je bilo to prepričanje popolnoma ovrženo po tem ko je Rubens Barrichello utrpel hude poškodbe ter po smrtnih nesrečah Rolanda Ratzenbergerja na treningu in Ayrtona Senne na dirki prvega maja 1994. Nato pa je padel še Karl Wendlinger po nesreči le dva tedna pozneje na Veliki nagradi Monaka v komo.
Šok serije poškodb in smrtnih nesreč je bil zelo velik. Ne le da sta umrla dva dirkača, ampak eden od njiju je bil celo trojni svetovni prvak. FIA je reagirala hitro in odločno z velikimi spremembami, ki so veljale od tiste sezone naprej in to je bil le začetek velikih prizadevanj FIE za izboljšanje varnosti v Formuli 1.
Ker niso mogli že med sezono spreminjati dirkalnikov, je FIA dala predrti nekatere aerodinamične komponente, da bi upočasnili dirkalnike. Iz istega razloga je bilo prepovedano posebno gorivo, prej mešanica benzenov in toluenov; dovoljeno je bilo le podobno neosvinčeno gorivo, kot ga uporabljajo cestni avtomobili. Za zmanjšanje podtlaka in s tem hitrosti dirkalnikov v zavojih, so morala moštva pod osrednji del šasijo namestiti leseno desko, kar je prisililo moštva v dvig dna dirkalnikov. Če se bi deska obrabila nad določeno toleranco (približno 10 mm), bi bil dirkalnik razglašen za nelegalnega.
Nadalje od sezone 1995 so morala moštva dirkalnik načrtovati glede na predloženo predlogo in v skladu s strogimi omejitvami, minimalnimi ter maksimalnimi tolerancami za komponente dirkalnika (kot so odprtina na cockpitu, kar so poznali v serijah Champ Car in IndyCar) že desetletje in krilca). Maksimalna dovoljena prostornina motorja se je zmanjšala z 3.5 na 3 litre. V naslednjih letih je FIA uveljavila še vrsto sprememb v poskusu, da bi omejila povečevanje hitrosti dirkalnikov. Te spremembe vključujejo povečavo odprtine cockpita (da bi zmanjšala možnost udarca v glavo s strani), uporabo pnevmatik s profilom (da z zmanjšanjem oprijem zmanjša hitrosti v zavojih), zoženjem karoserije (da bi otežili hlajenje in zmanjšali hitrosti v zavojih), višanjem in zmanjševanjem velikosti in elementov krilc (da bi z zmanjšanjem podtlaka zmanjšali hitrosti v zavojih) in vpeljavo obsežnih testiranj in merjenj trdnosti dirkalnikov in njihove skladnosti s pravili (na primer obteževanje krilc in karoserije, da preverijo njihovo togost in se ne upogibajo kar bi prineslo aerodinamično prednost na ravnini).
Nenadna uvedba vseh teh novih pravil in predpisov, posebej tistih v sezoni 1994, je še povečala kaotično vzdušje v Formuli 1. Michael Schumacher se je moral močno boriti za svoj prvi naslov prvaka, ker je prišlo njegovo moštvo Benetton večkrat v navzkrižje s pravili in Schumacher je bil zaradi tega suspendiran na več dirkah. Tudi njegova osvojitev naslova na zadnji dirki sezone na Veliki nagradi Avstralije je bila kontroverzna, ker je trčil z rivalom za naslov Damonom Hillom, sinom Grahama, ter si tako zagotovil naslov s točko prednosti.
Do sezone 1995 so se strasti pomirile in Schumacher je osvojil svoj drugi naslov prvaka, Benneton pa prvega konstruktorskega z zmago nad Williamsoma Hilla in Davida Coultharda. Renaultov motor, ki je poganjal dirkalnike obeh moštev je bil praktično nepremagljiv, le še Ferrari je osvojil eno zmago na Veliki nagradi Kanade, svojo edino v karieri.

## Zaton privatnih moštev
Glej sezono 1996, sezono 1997, sezono 1998 in sezono 1999.
Za sezono 1996 je FIA močno povečala minimalno velikost odprtine v cockpitu ter povečala zaščito dirkačeve glave (kar je ironično motilo dirkačev pregled in prispevalo k nesrečam). Z načrtom da prerodi Ferrari je Jean Todt pripeljal dvakratnega zaporednega prvaka Michaela Schumacherja iz Benettona kot zamenjavo za Alesija in Bergerja. Učinki so bili vidni takoj, saj je Schumacher že v prvi sezoni za Ferrari osvojil tri dirke, kar je več kot Ferrari v prejšnjih petih letih. Kljub temu Ferrari še ni bil resna grožnja Williamsu in Damon Hill je le osvojil naslov prvaka, po tem ko mu je bil že trikrat zelo blizu.
V sezoni 1997 je še en sin legende Formule 1, Jacques Villeneuve, postal prvak z Williamsom ter tako postal četrti dirkač, ki je osvojil naslov Formule 1 in serije CART (drugi so še Mario Andretti, Emerson Fittipaldi, in Nigel Mansell). Sezona je bila mnogo bolj izenačena kot leto prej, saj je Villeneuve osvojil naslov šele na zadnji dirki. Michael Schumacher je zopet trčil v rivala za naslov na zadnji in odločilni dirki, toda tokrat se je vse obrnilo drugače kot v sezoni 1994. Schumacher ni le obtičal v pesku, ampak je bil zaradi namernega trčenja z Villeneuvom diskvalificiran iz prvenstva ter osramočen.
Po koncu sezone 1997 se je Renault umaknil iz Formule 1. McLaren-Mercedes je osvojil dirkaški naslov v naslednjih dveh sezonah z Miko Häkkinenom. Finec je bil skoraj neustavljiv v sezoni 1998, tako da sta ga lahko Villeneuve in Schumacher le opazovala (Schumacher je sicer uprizoril odlično borbo, a neuspešno). Sezona 1998 je napovedovala še tršo borbo za naslov, vendar Villeneuve z novim moštvom BAR ni imel možnosti, Schumacher pa je šlo dobro a le do nesreče na Veliki nagradi Velike Britanije, ko je utrpel večkratni zlom noge. Njegov moštveni kolega Eddie Irvine je nato izgubil naslov za le dve točki proti Häkkinenenu, toda njegov napor ni bil zaman saj je Ferrari osvojil prvi konstruktorski naslov po sezoni 1983.
Toda v ozadju dogajanja so se pojavili znaki težav za Formulo 1. Ugledne in dolgoletne ekipe kot sta bila Brabham in Lotus so izginile iz štartne vrste. Francoski Ligier se je znašel v težavah in prodal ekipo Alainu Prostu. Tyrrell je kljub poraznim rezultatom vztrajal do sezone 1998, ko jih je kupil BAR. Tako se je končalo barvito obdobje majhnih privatnih moštev. Imen kot so bila Larrousse, Dallara, Simtek, Pacific in Forti ni bilo več mogoče videti na štartnih vrstah, nekako so preživela le moštva Jordan, Sauber, Arrows in seveda Minardi. Vzpon Jordana v sezonah 1998 in 1999 z dirkači kot so bili Damon Hill, Heinz-Harald Frentzen in Ralf Schumacher (Michaelov mlajši brat) so se izkazali, prej kot kaj drugega le, kot še zadnji izdihljaji privatnih ekip. Celo nekoč mogočni Benetton , prvak le nekaj let nazaj, je komaj preživel. Jackie Stewart je ustanovil svoje moštvo s Fordovo podporo in ga vodil med sezonami 1997 in 1999, nato pa prodal in nastalo je moštvo Jaguar

## Vladavina Schumacherja in Ferrarija
Glej sezono 2000, sezono 2001, sezono 2002, sezono 2003 in sezono 2004.
V sezoni 2000 smo zopet videli normalne normalne štartne vrste, saj je Jordan hitro nazadoval, Williams pa se je z novim patnerjem BMWjem zopet vzpenjal. Boj v ospredju je vseeno potekal med dvakratnima prvakoma, Häkkinenom and Schumacherjem s podobno hitrima dirkalnikoma. Ferrari se je po polomiji v zgodnjih devetdesetih izboljševal in leta 2000 je Schumacherju uspelo postati tretjič svetovni prvak, tako je postal prvi s tremi naslovi po Senni, in prinesel Ferrariju prvi dirkaški naslov po Jodyju Scheckterju v sezoni 1979. V sezoni 2001 pa je Ferrari že dominiral in Schumacher je postal prvak že na Veliki nagradi Madžarske, kar ga skupaj z Nigelom Mansellom uvršča na drugo mesto za najhitreje osvojeni naslov. Tudi sezona 2002 je minila v znamenju Ferrarija, ki je končal prav vsako dirko, zmagal pa jih je kar petnajstih od sedemnajstih. Michael Schumacher je osvojil več točk kot drugo in tretje uvrščeni v prvenstvu skupaj. V tej sezoni si je zagotovil naslov že na Veliki nagradi Francije, kar je najhitreje osvojeni naslov v zgodovini Formule 1.
Medtem ko je Ferrari užival v dominanci, je bila Formula 1 po mnenju mnogih v krizi. Še dve privatni moštvi, Prost in Arrows sta propadli, Benetton pa je bil prodan Renaultu. Še bolj strašljivo pa je bilo moštvo, ki ni bilo v nevarnosti propada: Ferrari. Čeprav v Formuli 1 ni bilo nič nenavadnega, da so moštva narekovala vrstni red svojih dirkačev, sta potezi Ferrarija na Veliki nagradi Avstrije in ZDA ujezili mnoge. Mnogim se je zazdelo, da v Formuli ena ni več športnosti in da je Ferrari filozofijo ""zmaga ne glede na vse" pripeljal predaleč. Število gledalcev, tako televizijskih kot na dirkah, je resneje vpadlo v drugi polovici 2002, kar je bilo za najdražji (in še pomembneje najdonosnejši) šport na svetu resen problem.
V sezoni 2003 je kljub spremembam pravil, ki naj bi zagotovile, da se sezona 2002 ne more več ponoviti, Schumacher ponovno postal prvak. Kimi Räikkönen in Juan Pablo Montoya sta tudi bila blizu naslova, toda Schumacher ju je premagal in osvojil svoj peti naslov na zadnji dirki za Veliko nagrado Japonske s točko prednosti. Izgledalo je da je bila sezona 2003 popolno zdravilo za spomine na prejšnjo sezono z osmimi različnimi zmagovalci (prve zmage v karieri so dosegli Fernando Alonso, Kimi Räikkönen in Giancarlo Fisichella) ter petimi različnimi moštvi, tudi Renault (s prvo zmago po 21-ih letih) in Jordan s srečno zmago na divji Veliki nagradi Brazilije. 
Toda v sezoni 2004 sta Ferrari in Schumacher spet popolnoma dominirala z osvojitvijo obeh naslovov na lahek način. Dirki za Veliko nagrado Bahrajna in Kitajske sta bili prirejeni prvič. Najprej je bilo mišljeno, da bodo nove dirke nadomestile stare v Evropi, na primer Veliko nagrado Velike Britanije, toda raje so povečali število dirk na 18. Ecclestone je trdil, da je preselitev dirk prinesla Formuli 1 globalnost, a v ozadju so bili verjetno vse strožji zakoni o oglaševanju tobaka v Evropi. Ta sprememba je povečala delež dirk Formule 1 izven tradicionalne Evropske na 50 odstotkov, tako da je ime svetovno prvenstvo Formule 1 zaslužilo svoj naslov, saj so se odvijale dirke Formule 1 na kar štirih kontinentih.
Kljub Ferrarijevi dominaciji (petnajst zmag na osemnajstih dirkah), je bila borba v ozadju mnogo zanimivejša od tiste v sezoni 2002, kjer sta McLaren in Williams poskušala z radikalnimi novimi dirkalniki. Po pričakovanju je Renault hitre unovčil zmote drugih tradicionalnih britanskih moštev, toda največji šok je pripravila ekipa BAR z Jensonom Buttonom. Čeprav mu ni uspelo zmagati, je bil pogosto na 2. ali 3. mesti in s moštvenim kolego Takumo Satom osvojil drugo mesto v konstruktorskem prvenstvu, pred Renaultom, ki se je lahko tolažilo z zmago Jarna Trullija na Veliki nagradi Monaka. Montoya in Räikkönen sta oba zmogla po eno tolažilno zmago za svoji ekipi, ki sta končali šele na 4. in 5. mestu.
Ford se je odločil za umik iz Formule 1 po koncu sezone 2004, kar je pokazalo na ranljivost majhnih moštev. Ne le da so prodali moštvo Jaguar avstrijskem Red Bullu, toda tudi še tistih nekaj preostalih privatnih moštev, ki so tradicionalno uporabljali Fordove motorje, so bile puščene v nemilosti.

## Renault zamenja Ferrari
Glej sezono 2005 in sezono 2006.
V sezoni 2005 je Ferrari izpadel iz konkurence, medtem ko je Renault dominiral prvo polovico sezone in Fernando Alonso je imel precejšno prednost v prvenstvu. V drugi polovici sezone je bil sicer McLaren močnejši s konstanto boljšimi rezultati in zmagami na šestih dirkah od sedmih. Toda njihova rekordna slaba zanesljivost v začetku sezone jim ni omogočala resnejših možnosti za oba naslova.
Nekaj časa se je zdelo, da bo med Räikkönenom in Alonsom še tesno, to že na Veliki nagradi Brazilije je postal najmlajši prvak v zgodovini. Konstruktorski naslov se je vse bolj nagibal k McLarnu - poleg tega da je bil hitrejši dirkalnik, so tudi močno izboljšali zanesljivost. Toda odstop Juana-Pabla Montoye na zadnji dirki za Veliko nagrado Kitajske je prinesel naslov Renaulta. Naslednji statistični podatek priča o dominantnosti obeh ekip: zmagali sta na vseh dirkah razen na Veliki nagradi ZDA (kjer sploh nista dirkali), kjer je edino zmago za Ferrari dosegel Schumacher (ter tako obdržal tradicijo vsaj ene zmage v vsaki svoji polni sezoni).
Zadnje privatno moštvo, Minardi, je izginilo s prodajo septembra 2005 Red Bullu, ki so jo preimenovali v Scuderio Toro Rosso in nastopali ločeno od moštva Red Bull Racing. Jordan je bil prodan rusko-kanadskem jaklarskem podjetju Midland že zgodaj v letu 2005 in bil za naslednjo sezono preimenovan v Midland F1. Junija 2005 je BMW kupil večinski delež v Sauberju, ki je postalo njihovo tovarniško moštvo. Williams je prekinil partnerstvo z BMWjem in se povezal z Cosworthom. Od sezone 2006 je največ tovarniških moštev v Formuli 1. Še Honda je kupila BAR.
Sezona 2006 je bila za zdaj zadnja, ko je bilo več opremljevalcev s pnevmatikami. Na zadnji dirki sezone za Veliko nagrado Japonske sta bila to zadnjič še japonski Bridgestone in francoski Michelin. Namreč decembra 2005 je FIA oznanila, da bo v sezoni 2007 le še en opremljevalec s pnevmatikami. Pet dni kasnjeje je Michelin sporočil, da se po sezoni 2006 poslavlja iz Formule 1m ker si naj ne bi želeli biti edini opremljevalec s pnevmatikami.
Renault in Fernando Alonso sta podobno kot sezono prej že zgodaj v prvenstvu vzpostavila vodstvo tako v dirkaškem kot v konstruktorskem prvenstvu. Španec je namreč v prvi polovici sezone zmagal kar šestkrat (v Bahrajnu, Avstraliji, Španiji, Monaku, Veliki Britaniji in Kanadi), od tega štirikrat zapored. Ob tem pa je še njegov moštveni kolega Giancarlo Fisichella dosegel svojo tretjo zmago v Maleziji. Michael Schumacher je v prvem delu prvenstva uspel zmagati le v San Marinu in Evropi. Toda v drugem delu sezone sta se Schumacher in predvsem Ferrari prebudila in Nemec je dosegel tri zaporedne zmage v ZDA, Franciji in Nemčiji, ko je Alonso končal le kot peti.
Jenson Button je na preobratov polni dirki za Veliko nagrado Madžarske, na svoji 113. dirki v karieri, dosegel svojo prvo zmago. Na tej dirki je Alonso odstopil zaradi mehanske okvare po tem, ko je bil v vodstvu, Schumacher pa je odstopil le tri kroge pred ciljem po rahlem trčenju z rojakom, Nickom Heidfeldom. Kljub temu je Schumacher osvojil točko za osmo mesto po diskvalifikaciji novinca, Roberta Kubice, zaradi prelahkega dirkalnika.
Felipe Massa je dobil nalednjo dirko za Veliko nagrado Turčije in dosegel svojo prvo zmago v karieri. Fernando Alonso je povečal prednost v prvenstvu pred Michaelom Schumacherjem za dve točki, po tem ko je Nemčevo taktiko podrl varnostni avto.
Schumacher je z zmago na Veliki nagradi Italije in Alonsovim odstopom zaradi eksplozije motorja razliko zmanjšal na le dve točki, ob tem pa je Ferrari tudi prevzel prednost v prvenstvu konstruktorjev. Poljak Robert Kubica pa je s tretjem mesto dosegel svojo prve stopničke v karieri, toda rezultate dirke je močno zasenčila Schumacherjeva napoved na novinarski konferenci po dirki, da se bo ob koncu sezone upokojil.
Dva tedna kasneje se je s tesno zmago na dirki za Veliki nagradi Kitajske Schumacher po točkah izenačil z Alonsom v prvenstvu, zaradi zmage več je celo vodil. Massa je odstopil, Fisichella pa je končal kot tretji in Renault je spet prevzel prednost v prvenstvu.
Teden kasneje na Veliki nagradi Japonske je Felipe Massa osvojil najboljši štartni položaj pred Schumacherjem, Fernando Alonso je bil šele peti. Schumacher je hitro povedel in si pridobil prednost petih sekund, ki jo je zadržal tudi po drugih postankih. Toda le 17 krogov pred koncem je Schumacherju odpovedal motor in s tem je Alonso prišel do zmage pred Masso.
V zadnji dirki sezone za Veliko nagrado Brazilije je spet Massa osvojil najboljši štartni položaj. Drama se je za Schumacherja začela že v zadnjem delu kvalifikacij zaradi težav s pritiskom goriva, kar je pomenilo da je moral štartati z desetega mesta, Alonso pa s petega. Na dirki se je Schumacherjeva smola nadaljevala, saj mu je le po nekaj krogov ob rahlem dotiku Fisichelle počila zadnja desna pnevmatika, zaradi česar je izgubil skoraj cel krog. Nato je celo dirko z zelo hitrimi krogi lovil vodilne, jih ob koncu tudi ujel in uspel prehiteti Fisichello in Räikkönena ter s tem prišel do četrtega mesta. Massa pa je vodil od štarta do cilja in postal prvi Brazilec po Ayrtonu Senni v sezoni 1993, ki je dobil domačo dirko. Alonso je z drugim mesto ubranil naslov prvaka in postal najmlajši dirkač v zgodovini, ki mu je to uspelo. Fisichella je končal kot šesti, kar je bilo dovolj za drugi zaporedni konstruktorski naslov Renaulta.
Glej sezono 2007 za informacije o prihajajoči sezoni.